# 寺川綾
寺川 綾（てらかわ あや、1984年11月12日 - ）は、大阪府大阪市出身の日本の元競泳選手、スポーツキャスター。専門種目は背泳ぎ。スポーツメーカーミズノ社員。2012年ロンドンオリンピック100m背泳ぎ銅メダリスト、400mメドレーリレー銅メダリスト。
所属：ミズノ株式会社

## 略歴
寺川が水泳を始めたのは3歳の頃で、地元を本拠地としていたイトマンスイミングスクールに入り、そこで頭角を現し選手コースで力をつけた。クラブの先輩には千葉すず、その夫でもある山本貴司、同じ種目の選手である中尾美樹（シドニーオリンピック競泳女子200m背泳ぎ銅メダリスト）がおり、山本らは学校の先輩ともなった。特に中尾は、引退後も大学職員として寺川をサポートし続けてきた。

### 高校時代
2000年4月、近畿大学附属高等学校へ入学。高校2年生だった2001年、福岡市で行われた世界水泳選手権に出場する。中継を担当していたテレビ朝日の番宣CMに出演した際に照れながら言った「声援ください」の一言で一躍注目を集め、2002年に横浜市で行われたパンパシ水泳では200m背泳ぎで2位に入り、寺川自身初の国際大会でのメダル獲得となった。

### 大学時代
2003年、近畿大学法学部に入学する。寺川は大学進学後もクラブには一応籍を置いていたが、学校側の方針により日本水泳連盟には「近畿大学の学生」として登録して大会に出場していた。また、在学中は大手英会話学校ジオスのコマーシャルにも出演していた。
大学2年生で出場した2004年アテネオリンピックでは、200m背泳ぎで8位入賞を果たした（この時銅メダルを取ったのが中村礼子であった）。しかし、その後はライバルの伊藤華英との戦いの中で敗れ去る状態が続いた。事態打開のためアメリカでトレーニングをするなど努力を続けたものの、2006年シーズン（2007年3月の世界水泳終了まで）は日本代表から漏れた。寺川はこの悔しさをバネに、北京オリンピック出場を目指した。

### ミズノ入社後
大学卒業後はミズノに入社し、陸上競技の室伏広治らと同様、ミズノの社員選手として競技を続けることになった。ミズノは2007年5月にSPEEDO水着事業から撤退し、翌6月から自社ブランドの水着事業展開を始めたが、寺川は他の「社員スイマー」とともに「ミズノスイムチーム」の結成に参加。以後はこの名義で大会に参加するとともに、社員として自社水着の開発目的でのテストスイムと、宣伝活動を行っている。
2008年4月に行われた日本選手権では、中村礼子と伊藤の前に100m、200mとも屈する形となり、2大会連続のオリンピック出場はかなわなかった。入社初年度のミズノ水泳部の女子部員が寺川だけで、商品開発のための「テスト・スイマー」としての泳ぎが優先され、自分のための十分な練習時間が取れなかったためではないかとみられている。
その後、平泳ぎの種田恵がミズノに入社することになった。それを受け、商品開発目的で泳ぐことの負担が軽減され自分のための練習時間や、平井伯昌コーチ の教えを受ける機会を増やせるようになり、復活の兆しを見せ始めた。
2008年12月14日、第13回高岡市水泳スプリント選手権大会の50m背泳ぎで、26秒73の短水路日本新（当時）を記録。2009年1月のKONAMI OPEN 2009では50m背泳ぎ28秒11、100m背泳ぎ1分00秒53と共に自己ベストを更新、2009年2月15日、競泳短水路の東京都記録会の50m背泳ぎで26秒40の短水路アジア新をマークした。
2009年4月に行われた日本選手権では、100m背泳ぎで59秒67と初めて1分を切り7年ぶり2度目の優勝を果たした。50mでも予選で27秒94、決勝で27秒78と連続で日本記録を更新して優勝した。200mでは完全にライバル関係へと変わった伊藤を破り、“背泳ぎ三冠”を達成。ローマで開かれる世界選手権の代表に選ばれた。
2011年7月に上海で行われた世界水泳では、100m背泳ぎで5位に入賞、50m背泳ぎでは27秒93の記録で2位に入り銀メダル。世界選手権で初のメダル獲得となった。

#### ロンドンオリンピックで銅メダル獲得

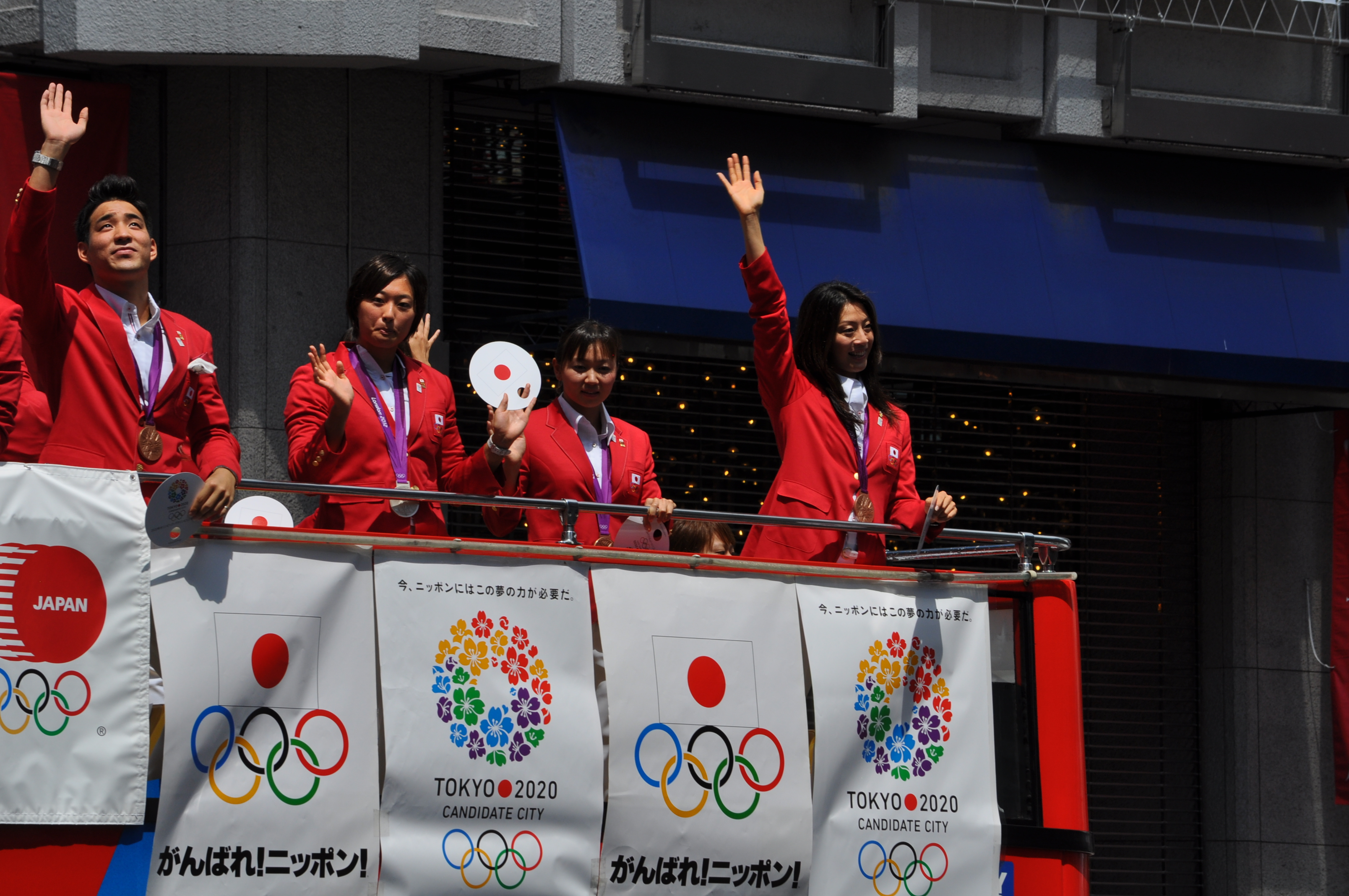
オリンピック凱旋パレード（2012年8月19日撮影）

2012年4月に行われた日本選手権では出場種目を一種目に絞り、100m背泳ぎで59秒10の日本新記録で優勝してロンドンオリンピック代表に選ばれた。
5月のジャパンオープン100m背泳ぎでは自身の持つ日本記録を0秒02上回る59秒08で優勝を果たした。
さらに、200mでも自己ベストの2分7秒84で優勝すると、50mでは自身の持つ日本記録を0秒02更新する27秒71で優勝を飾った。
2012年のロンドンオリンピックでは、女子100m背泳ぎ決勝で58秒83の日本新記録ならびにアジア記録で銅メダルを獲得、寺川自身2度目のオリンピック出場で初のメダル獲得となった。また、競泳競技最終日の女子4×100mメドレーリレー決勝でも総合タイムでそれまでの同種目の日本記録を2秒近く縮めた日本新記録の3分55秒73で銅メダルを獲得した。日本の女子競泳選手で27歳でのオリンピックのメダル獲得は、北京オリンピック銅メダリストの中村礼子の26歳を上回り最年長記録となった。

#### 2013年世界水泳バルセロナ大会
2013年7月から8月にかけて行われたバルセロナで行われた世界水泳では、100m背泳ぎで59秒23の記録で3位に入り銅メダル、50m背泳ぎでも27秒53の記録で3位に入り銅メダルを獲得する。最終日に行われた女子4×100mメドレーリレー決勝では第1泳者（背泳ぎ）を務め、58秒70の記録で（100m背泳ぎの）日本新記録を更新した（日本チーム全体の総合タイムでは5位入賞）。

#### 「卒業」
しかし2013年シーズンは右足首の故障が多く、パフォーマンスを維持できなかったため東京国体を最後に現役を退くことを決意、12月4日に会見を開き発表した。「水泳は生涯スポーツ」という理由から「引退」ではなく競技活動から「卒業」の表現を使用した。ミズノスイムチーム・アシスタントコーチとして水泳の普及と指導にあたっている。長身を生かした水着モデルの活動も継続しており、選手活動以外の仕事は「卒業」以前と変わらなかった。

#### 「卒業」後
2014年4月11日に元競泳選手の細川大輔と結婚し、同年4月22日に妊娠5ヶ月であることを発表した。その後、同年9月に第一子となる女児を出産した。
2014年4月1日から日本水泳連盟の新設「アスリート委員会」の委員となった。
2015年6月13日にプロ野球交流戦の札幌ドームで北海道日本ハムファイターズの「ミズノデー」の横浜DeNAベイスターズ戦の始球式として務めた。
2016年4月から、『報道ステーション』（テレビ朝日系）のスポーツキャスター（金曜日）を務める。
2017年10月からスポーツマネジメント「スポーツビズ」と業務提携契約締結。
2025年3月31日「スポーツビズ」業務提携契約終了。

## 主な戦績
- 第9回世界水泳選手権福岡大会（2001年）
  - 女子200m背泳ぎ　8位（タイム：2分14秒12）
- 第9回パンパシフィック水泳選手権横浜大会（2002年）
  - 女子200m背泳ぎ　銀メダル（タイム：2分12秒28）
- アテネオリンピック（2004年）
  - 女子200m背泳ぎ　8位（タイム：2分12秒90）
- 第14回世界水泳選手権上海大会（2011年）
  - 女子50m背泳ぎ　銀メダル（タイム：27秒93）
- ロンドンオリンピック（2012年）
  - 女子100m背泳ぎ　銅メダル（タイム：58秒83、アジア記録）
  - 女子4×100mメドレーリレー 　銅メダル（総合タイム：3分55秒73、日本新記録）
- 第15回世界水泳選手権バルセロナ大会　（2013年）
  - 女子100m背泳ぎ　銅メダル (タイム : 59秒23)
  - 女子50m背泳ぎ　銅メダル (タイム　: 27秒53)

## 自己ベスト
| 泳法   | 距離 | 水路   | 記録      | 樹立日         | 大会名                            | 備考 |
| ------ | ---- | ------ | --------- | -------------- | --------------------------------- | ---- |
| 背泳ぎ | 050m | 長水路 | 27秒51    | 2013年4月13日  | 日本水泳選手権                    |      |
| 背泳ぎ | 100m | 長水路 | 58秒70    | 2013年8月4日   | 第15回世界水泳選手権バルセロナ    |      |
| 背泳ぎ | 200m | 長水路 | 2分07秒73 | 2012年6月15日  | セッテコリ杯                      |      |
| 背泳ぎ | 050m | 短水路 | 26秒05    | 2013年2月23日  | 第54回日本選手権(25m)水泳競技大会 |      |
| 背泳ぎ | 100m | 短水路 | 55秒76    | 2013年2月24日  | 第54回日本選手権(25m)水泳競技大会 |      |
| 背泳ぎ | 200m | 短水路 | 2分01秒67 | 2009年11月14日 | ワールドカップベルリン大会        |      |

## テレビ出演
報道・情報番組
| 期間         | 期間         | 番組名                         | 役職                     | 備考 |
| ------------ | ------------ | ------------------------------ | ------------------------ | --- |
| 2014年4月    | 2014年7月    | いっぷく!（TBSテレビ）         | 水曜日パーソナリティ     | 自身初のレギュラー番組、前述の結婚・出産準備のため4ヶ月の出演期間だった                                                         |
| 2015年10月   | 2021年3月    | ちちんぷいぷい（毎日放送）     | 不定期出演               | |
| 2016年4月    | 2022年6月    | 報道ステーション（テレビ朝日） | 金曜日スポーツキャスター | 月～木曜日は不定期にて出演、途中3ヶ月は産前産後休暇に伴い一時休養、スポーツキャスター降板後はスポーツコメンテーターにて随時出演 |
| 2024年8月    | 2024年8月    | THE TIME, (TBSテレビ)          | 月曜マンスリーゲスト     | |
| 出演時期不明 | 出演時期不明 | サンデードラゴンズ (CBCテレビ) | ダイヤモンドナビゲーター | |

バラエティ・ドキュメンタリー番組・その他
- 情熱大陸（毎日放送、2009年9月20日）
番組では、冒頭で「テスト・スイマー」としての活動の一端が紹介された。
- とんねるずのみなさんのおかげでした（フジテレビ、2012年8月23日）
新食わず嫌い王決定戦にて太田雄貴とともに出演。
- めざせ!2020年のオリンピアン〜東京五輪の原石たち〜「寺川綾×竹内澪乃」（NHK総合、2014年2月11日）
竹内は2014年4月に湘南工科大学附属高等学校に進学予定の女子背泳ぎ選手で、ジュニア世代の日本代表にも選ばれているが2013年に入り伸び悩んでいた。そこで寺川は番組の企画で竹内の所属スイミングクラブを訪れて直接指導した。
- ビートたけしのスポーツ大将2015～ナインティナインも参戦SP（テレビ朝日、2015年3月22日）[24]
- くりぃむクイズ ミラクル9（テレビ朝日、2015年7月22日）
有田チームのゲスト解答者[25]
- ごはんジャパン（2015年10月3日放送）[26]
- リオデジャネイロオリンピック（2016年、テレビ朝日） - メインキャスター [27]
- 踊る!さんま御殿!!（2022年10月18日、日本テレビ）

## 書籍
- 寺川綾公式フォトエッセイ 夢を泳ぐ。(2012年6月7日、徳間書店、撮影:高須力) ISBN 978-4198634247